# FromA Snow Riders
FromA Snow Riders(フロムエースノーライダーズ)は、かつて日本に存在した、スキーチーム。リクルート社発行のアルバイト求人情報誌「フロム・エー」をメインスポンサーとし、主に日本テレビの深夜番組「過激にSNOW RIDING」で、1994年頃に活動。同じFromAのスポンサーのスキーチーム「FromAスキーチーム」とは異なる。

## 概要
- チームのメンバー4人は、全員モーグル選手で構成され、国内トップレベルの選手。
- DOMN SEMN（ドマンセマン）製の派手なデザインのチームウェアを着用。
- チームメンバー
  - 石川睦
  - 大野佳之
  - 小泉淳一
  - 星光憲

## 出演番組
- 1994年日本テレビの土曜日の深夜番組「過激にSNOW RIDING」に全員が出演。
- 番組は「フロムA」の一社提供。
- ナレーションは、小倉淳。
- 番組のロケ地（収録場所）のほとんどはニュージーランドであった。

- オープニング曲　ONE MORE NIGHT（trf）
- エンディング曲　明日、君に愛を（The Becauz）